# Obernburg (Gudensberg)
Die Obernburg ist die Ruine einer Höhenburg oberhalb der Stadt Gudensberg im Schwalm-Eder-Kreis in Hessen (Deutschland). Die einstige Burg wurde im romanischen Stil erbaut. Das Gudensberger Stadtwappen zeigt das stilisierte Tor der Burg.

## Geographische Lage
Die Burgruine befindet sich auf der von bewaldeten Flanken umsäumten Kuppe des Schloßbergs (305,8 m ü. NHN), einem Basaltkegel, der östlich vom Ems-Zufluss Goldbach in Nord-Süd-Richtung passiert wird. Die Vorburg der Obernburg war die Wenigenburg.
Vom Schloßberg bietet sich eine gute Aussicht nahezu über den gesamten historischen Hessengau, in Richtung Norden vorbei am Odenberg zu den Langenbergen, nach Nordosten zum Kaufunger Wald, nach Osten nach Felsberg und zum Heiligenberg und in Richtung Süden und Südwesten nach Homberg und Fritzlar und über das Edertal hinüber zum Kellerwald.

## Geschichte
Der Schlossberg war mindestens seit 1045 Sitz der Grafen im Hessengau. Ab 1027 hatte dieses Amt die Familie der ursprünglich schwäbischen Grafen Werner inne. Erstmals wurde die Obernburg urkundlich als Burg Udensberc 1121 als Sitz des Gaugrafengeschlechts der Gisonen erwähnt, das die Gaugrafschaft nach dem Tode von Werner IV. im Jahre 1121 geerbt hatte. Der Gaugraf war Vorsteher des Gaugerichts und verantwortlich für die Erhebung der Steuern und Abgaben. Er führte den Heerbann und hielt auf der nahen Mader Heide Thing ab. Es folgte die Gründung und Besiedlung der Stadt Gudensberg. Die Erbtochter Gisos IV., Hedwig, heiratete wohl schon vor 1122 den Grafen und späteren Landgrafen Ludwig I. von Thüringen, womit die Grafschaft nach dem Tod Gisos IV. an die thüringischen Ludowinger fiel und in der Folge meist von jüngeren Brüdern der Landgrafen als „Grafen von Gudensberg“ verwaltet wurde. Einer von ihnen, Konrad von Thüringen, wurde dadurch bekannt, dass er als Graf von Gudensberg 1232 die benachbarte mainzische Domstadt Fritzlar nach langer Belagerung einäscherte und den Großteil der Einwohner töten ließ, dann aber als Buße in den Deutschritterorden eintrat und wenige Jahre später dessen Hochmeister wurde.

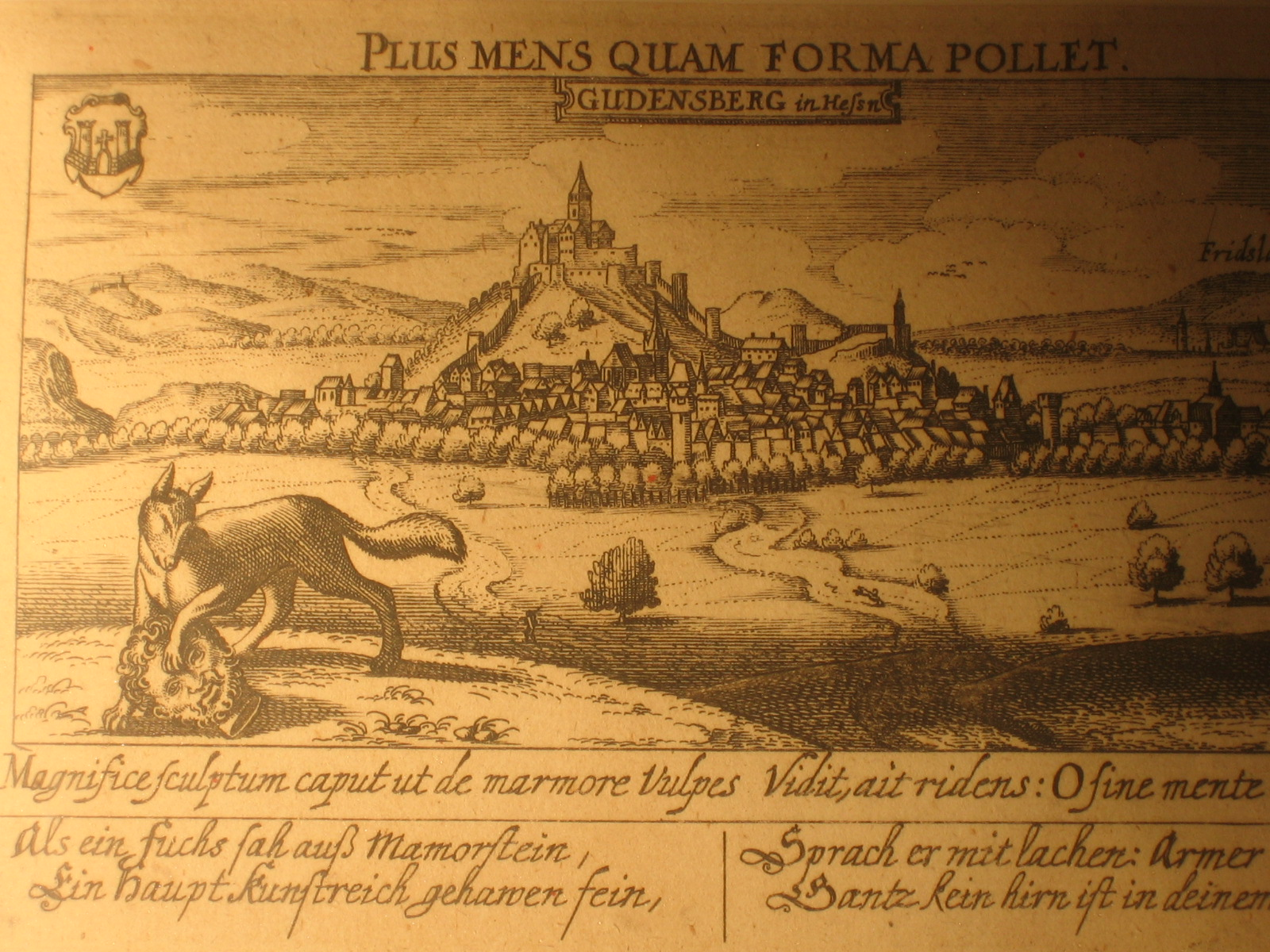
Kupferstich nach Merian von der Obernburg Gudensberg mit Umgebung, Original von 1627, Reproduktion um 1850

1170 überließ Landgraf Ludwig von Thüringen sein Allod in Gudensberg dem Stift Fulda. Da die Obernburg aber, wie auch der Rest der Grafschaft, seit 1121 mainzisches Lehen war, ging sie nach dem Tode von Heinrich Raspe (1247), dem letzten ludowingischen Landgrafen von Thüringen, auf das neue landgräfliche Haus Hessen über, das mit Heinrich, dem „Kind von Brabant“ und Enkel der Hl. Elisabeth, begann. Nachdem Heinrich auf der Mader Heide 1247 zum Landgrafen von Hessen ausgerufen worden war, nahm er seinen Amtssitz zunächst in Marburg und dann ab 1277 in Kassel.
1312 wurde die Burg während einer Fehde zwischen dem Erzbistum Mainz und der Landgrafschaft Hessen von dem Mainzer Verbündeten und Amtmann in Niederhessen, dem Grafen Heinrich von Waldeck erstürmt. Am 2. September 1387 wurde in einer erneuten Fehde mit Mainz die ebenfalls auf dem Berg befindliche Wenigenburg zerstört, während die Obernburg durch Ekkebrecht von Grifte erfolgreich gegen die Truppen des Mainzer Erzbischofs Adolf I. von Nassau verteidigt wurde und unbeschadet blieb. Von 1413 bis 1427 war die Obernburg unter dem hessischen Landgrafen Ludwig I. erneut ein Hauptstützpunkt gegen Mainzer Aggressionen.
Der Burgzwinger wurde 1500 errichtet. 1613 stürzte der Bergfried ein. 1627 wurde der Stich der Stadt Gudensberg des Kupferstechers Matthäus Merian d. Ä. angefertigt. Diese nachweislich älteste bildliche Darstellung der Oberburg ist in Wigand Gerstenbergs Landeschronik von Thüringen und Hessen abgebildet. In der Topographia Germaniae verlegte Matthäus Merian 1642 bis 1688 diese Ansicht der Obernburg.
Während des Dreißigjährigen Kriegs berief Johann t’Serclaes von Tilly einen Landtag der hessischen Städte auf der Obernburg ein. 1640 wurde Gudensberg von kroatischen Truppen verwüstet.
Nach 1700 verfiel die Burg allmählich. Während des Siebenjährigen Kriegs wurde die noch zum Teil erhaltene Burg im Jahre 1761 durch zweitägigen Beschuss von britischen Truppen unter John Manners schwer beschädigt. 1806 plünderten napoleonische Truppen die Reste der Obernburg und zerstörten sie völlig. Jérôme Bonaparte, Bruder Napoléons und von dessen Gnaden König von Westphalen, ließ die Burgreste 1809 versteigern.

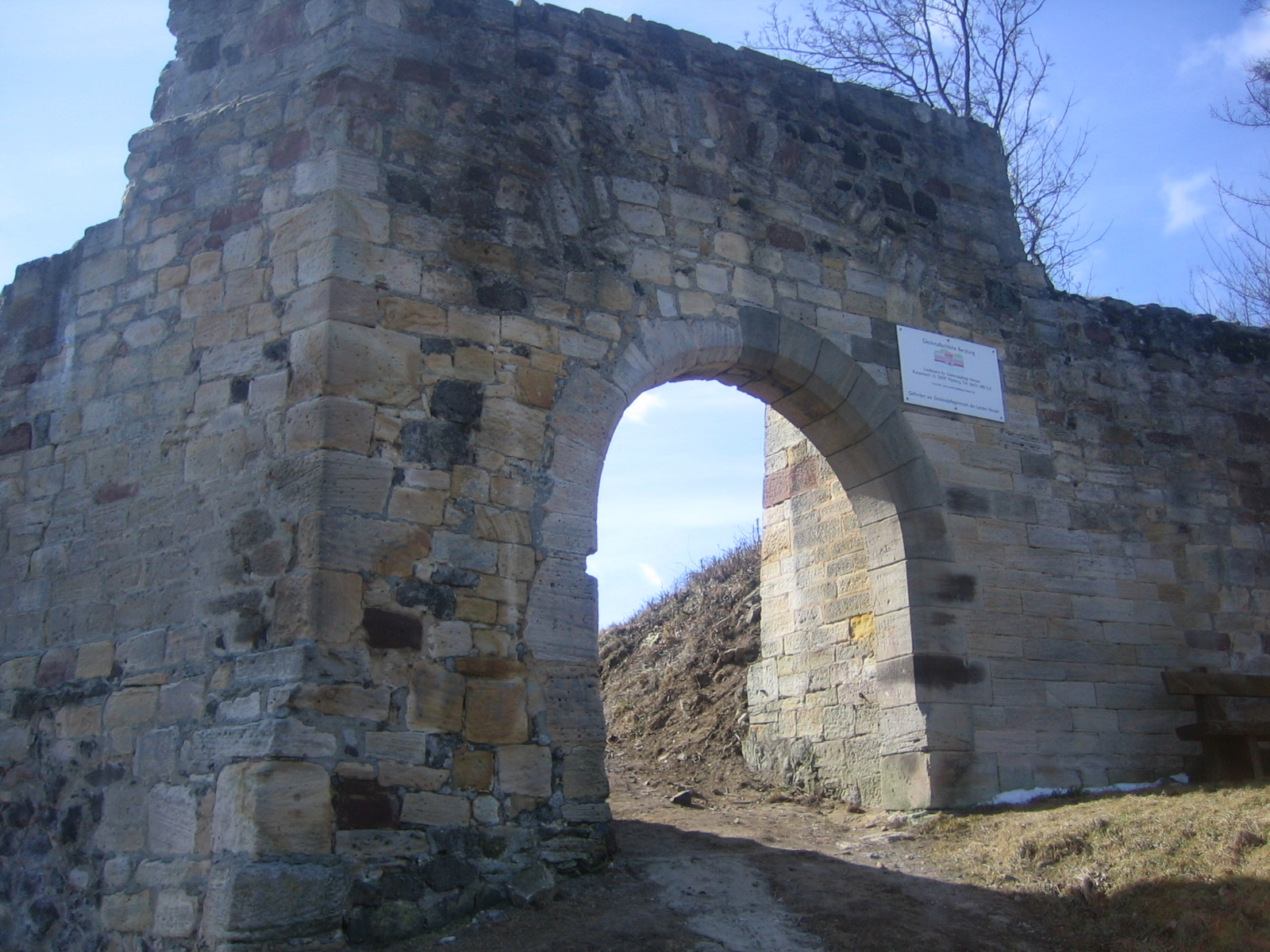
Burgtor

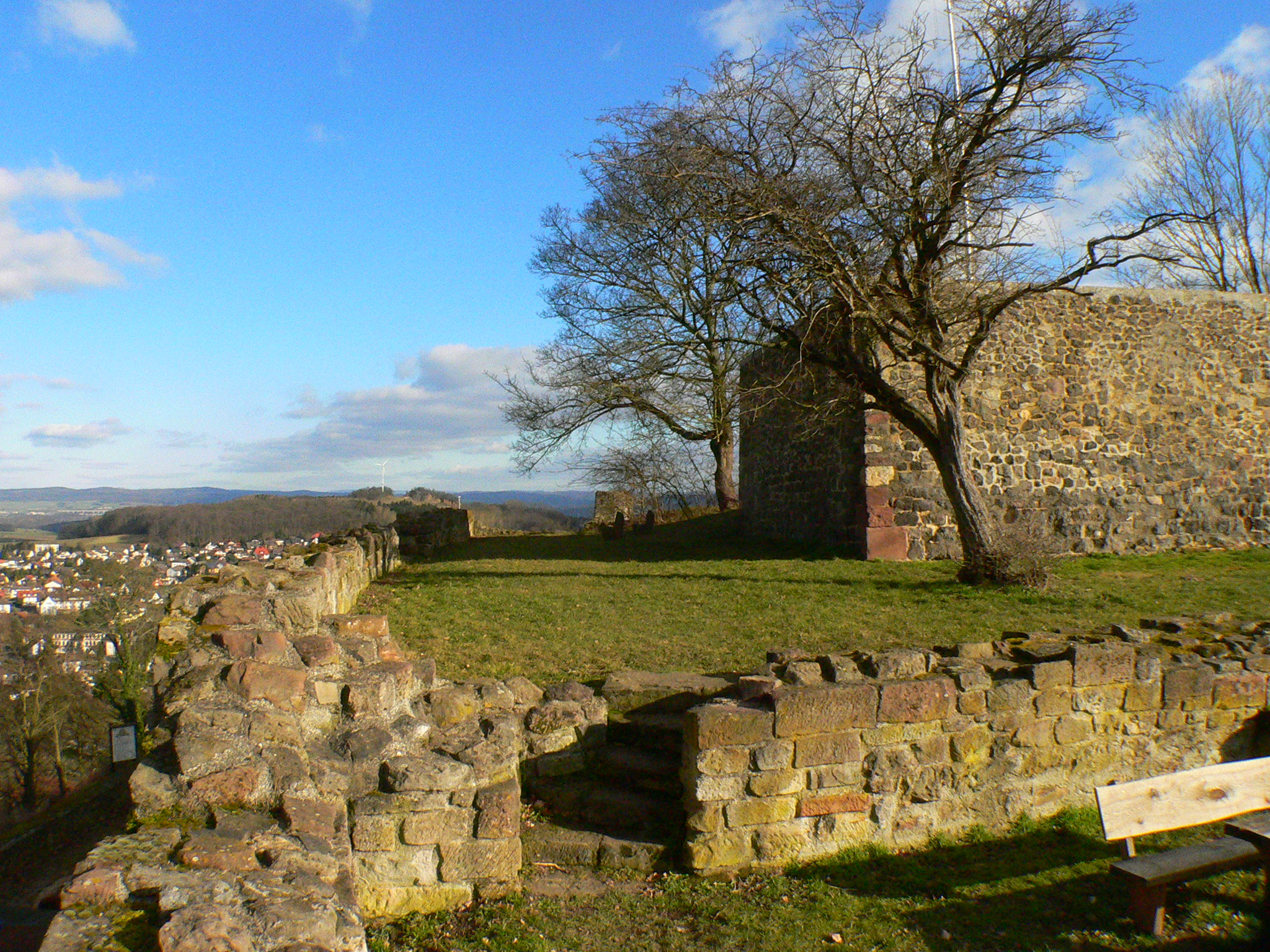
Burginnenraum

Das Burgtor wurde 1850 erneuert und gesichert, aber erst 1900 wurde die Umfassungsmauer renoviert. 1901 erwarb die Stadt Gudensberg die Obernburg. 1950 wurde der Stumpf des Bergfrieds ausgebessert. Ab 1986 wurde die Obernburg durch die „Obernburgfreunde Gudensberg“ instand gesetzt und gesichert. Die Renovierungsarbeiten wurden 2006 abgeschlossen. Allerdings sind heute nur noch ein Teil der Mauern, der Unterbau des Bergfrieds und das Burgtor erhalten.
Die Obernburg wird seit dem 14. Mai 2006 als Ausstellungsplatz für Kunstausstellungen genutzt. Die Installation „Spiel mit dem Licht“ des Künstlers Adolf Luther befand sich bis zum 15. Oktober 2007 auf dem Plateau. Zudem wurde im Rahmen der Ausstellung „Die 70er Utopie“ Arbeiten des amerikanischen Künstlers Mac Whitney am Burgberg ausgestellt.